# Attecoubé
Attecoubé este o comună din departamentul District d'Abidjan, regiunea Lagunes, Coasta de Fildeș.